# Đảng Dân chủ Kitô giáo (Hà Lan)
Đảng Dân chủ Cơ-đốc (tiếng Hà Lan: Christen-Democratisch Appel) là một chính đảng trung hữu Cơ-đốc tại Hà Lan. Đảng này đã thất bại nghiêm trọng trong cuộc bầu cử năm 2010 và chuyển từ vị trí đầu tiên xuống vị trí thứ tư. CDA là một bên trong liên minh nhỏ trong một nội các thiểu số trung hữu với Đảng Nhân dân vì Tự do và Dân chủ (VVD) được ủng hộ trong Quốc hội bởi Đảng Tự do (PVV). CDA có 6 bộ trưởng trong nội các Mark Rutte cùng với 6 bộ trưởng nội của VVD, lãnh đạo CDA Maxime Verhagen là Phó Thủ tướng, Bộ trưởng Bộ Nội vụ kinh tế, Nông nghiệp và đổi mới.

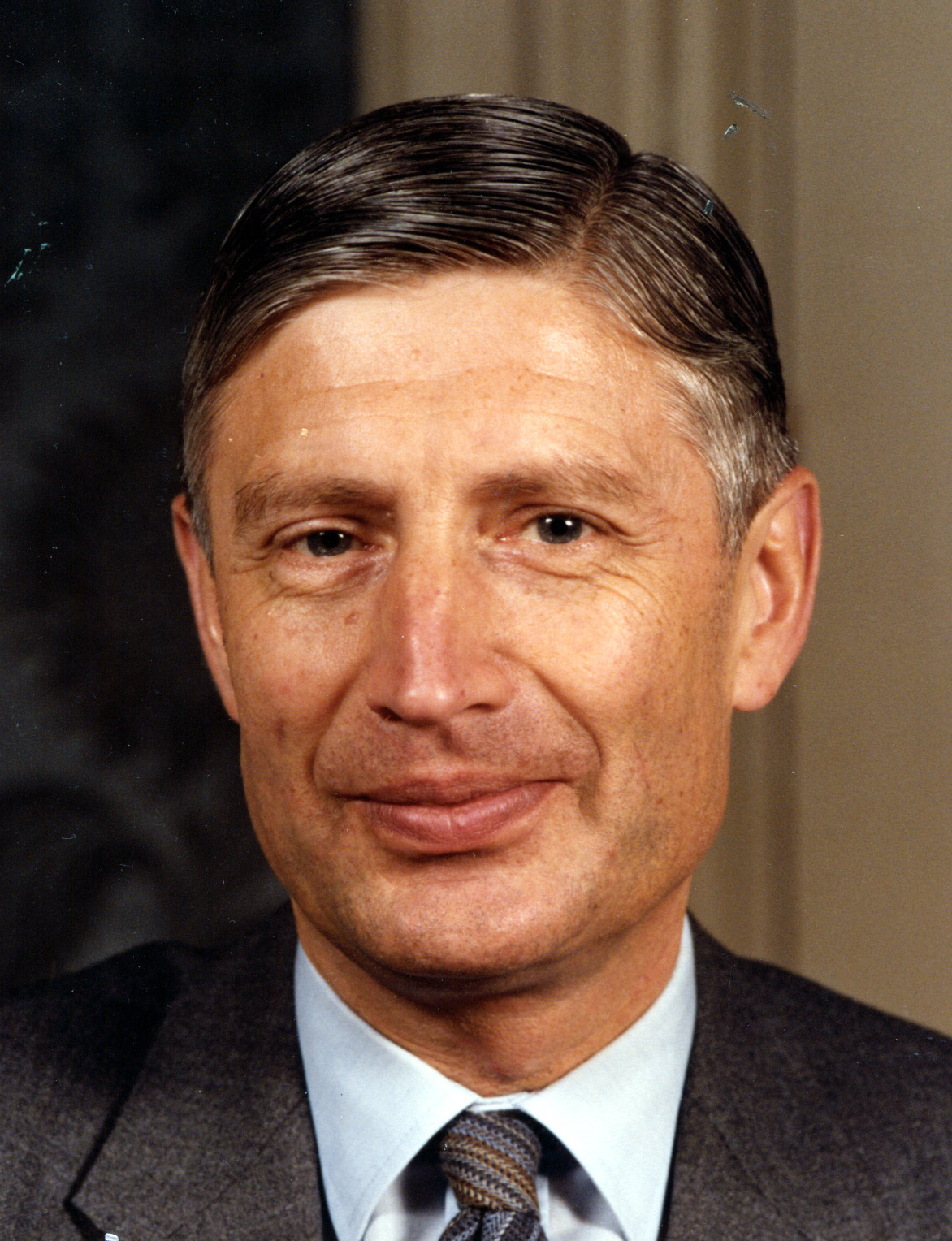
Dries van Agt, lãnh đạo đảng từ năm 1976 đến năm 1982

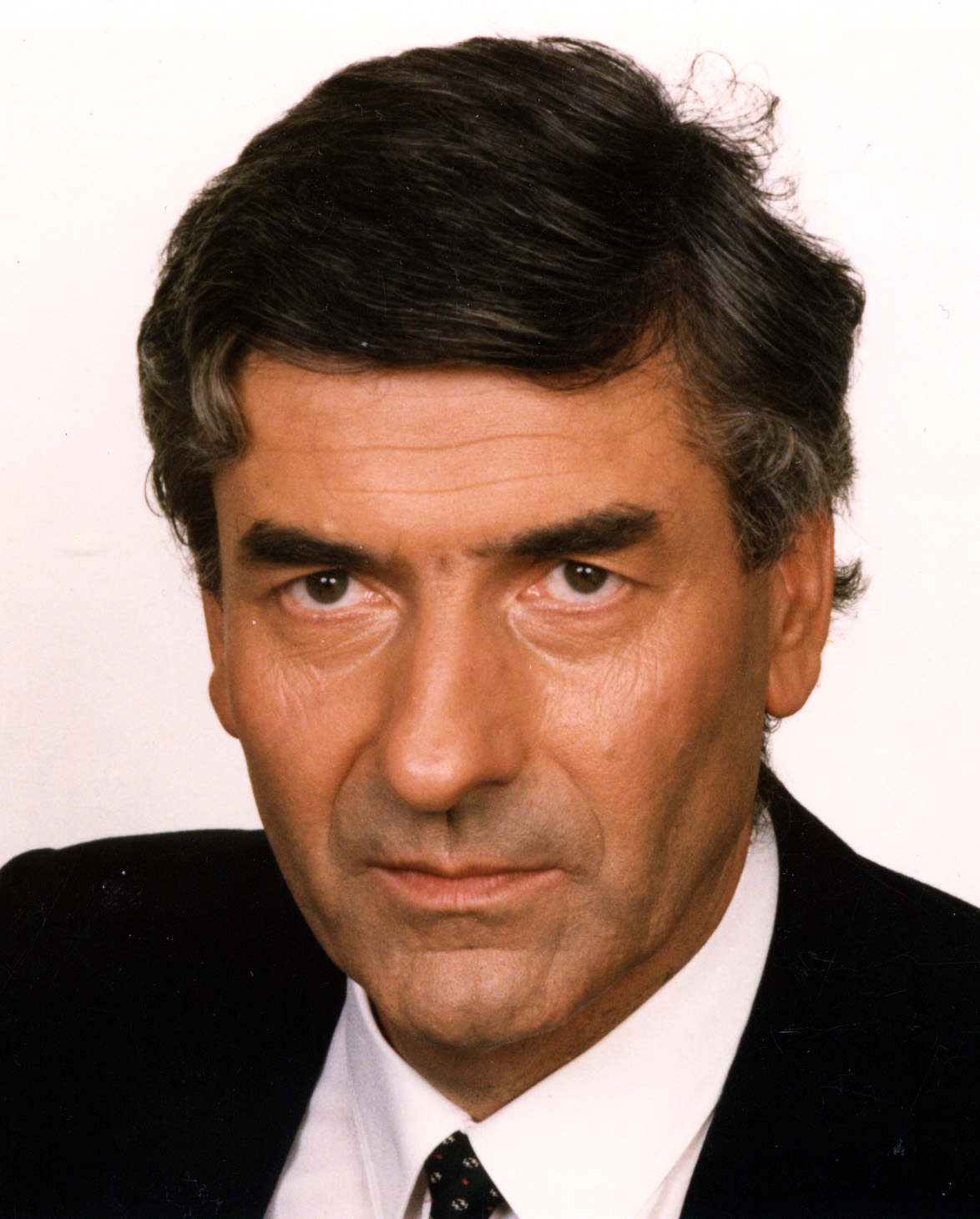
Ruud Lubbers, lãnh đạo đảng từ năm 1982 đến năm 1994